# Cotoneaster obscurus
Cotoneaster obscurus är en rosväxtart som beskrevs av Alfred Rehder och E.H. Wilson. Cotoneaster obscurus ingår i släktet oxbär, och familjen rosväxter. Inga underarter finns listade i Catalogue of Life.